# Olympische Sommerspiele 1992/Teilnehmer (Barbados)
| Gelbes Symbol für Goldmedaillen mit stilisierten Olympischen Ringen | Graues Symbol für Silbermedaillen mit stilisierten Olympischen Ringen | Braundes Symbol für Bronzemedaillen mit stilisierten Olympischen Ringen |
| ------------------------------------------------------------------- | --------------------------------------------------------------------- | ----------------------------------------------------------------------- |
| —                                                                   | —                                                                     | —                                                                       |

Barbados nahm an den Olympischen Sommerspielen 1992 in Barcelona, Spanien, mit einer Delegation von 17 Sportlern (16 Männer und eine Frau) teil.

## Teilnehmer nach Sportarten

### Boxen
- Christopher Henry
Halbweltergewicht: 9. Platz

- Marcus Thomas
Halbmittelgewicht: 17. Platz

### Leichtathletik
- Henrico Atkins
100 Meter: Vorläufe
200 Meter: Viertelfinale

- Seibert Straughn
400 Meter: Vorläufe
4 × 400 Meter: Vorläufe

- Stevon Roberts
800 Meter: Vorläufe
4 × 400 Meter: Vorläufe

- Leo Garnes
5000 Meter: Vorläufe

- Roger Jordan
4 × 400 Meter: Vorläufe

- Edsel Chase
4 × 400 Meter: Vorläufe

- Alvin Haynes
Dreisprung: 32. Platz in der Qualifikation

- Prisca Philip
Frauen, 200 Meter: Vorläufe
Frauen, 400 Meter: Vorläufe

### Radsport
- Livingstone Alleyne
Sprint: 2. Runde
1000 Meter Zeitfahren: 24. Platz

### Schießen
- Michael Maskell
Skeet: 25. Platz

### Segeln
- Brian Talma
Windsurfen: 40. Platz

- Andrew Burke
Finn-Dinghy: 28. Platz

- David Staples
Soling: 22. Platz

- Jason Teller
Soling: 22. Platz

- Richard Hoad
Soling: 22. Platz